# (1872) Гелен
(1872) Гелен (лат. Helenos, др.-греч. Ἕλενος) — троянский астероид Юпитера, двигающийся в точке Лагранжа L5, в 60° позади планеты. Астероид был открыт 24 марта 1971 года голландскими астрономами К. Й. ван Хаутеном, И. ван Хаутен-Груневельд и Томом Герельсом в Паломарской обсерватории и назван в честь Гелена, одного из персонажей древнегреческой мифологии.

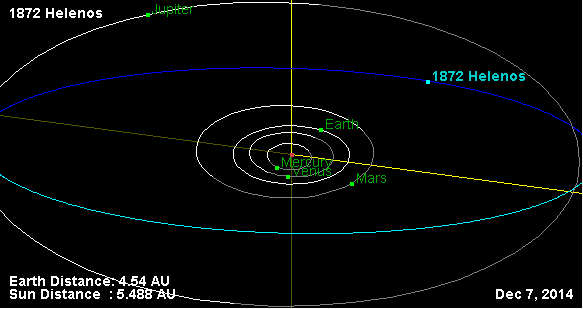
Орбита астероида Гелен и его положение в Солнечной системе